# Bahnhof Berlin Jannowitzbrücke
Bahnhof Berlin Jannowitzbrücke er en station på Berlins forstadsbaner (S-Bahn) og Berlins undergrundsbane (U-Bahn). Stationen ligger centralt i bydelen Mitte og har navn efter broen over Spree i nærheden.

## Historie
Stationen blev indviet 7. februar 1882, og den nuværende stationsbygning stammer fra 1932. U-Bahn-stationen åbnede 18. april 1930. Efter slaget om Berlin i begyndelsen af maj 1945 var brugen af stationen indstillet til engang i juni samme år.
Da begge perroner på U-Bahn-linjen U8 lå i Vestberlin, blev resten af stationen, der lå i Østberlin, lukket 13. august 1961, da opførelsen af Berlinmuren begyndte. I mere end 28 år var Bahnhof Berlin Jannowitzbrücke lukket som U-Bahn-station, og den lå derfor som en af Berlins spøgelsesstationer. Brugen af stationen blev genoptaget 11. november 1989, hvorved den blev den første spøgelsesstation, der blev genåbnet. Stationen blev derpå gjort til grænsekrydsningssted, og der blev opstillet kontrolposter for de, der rejste ud af Østberlin. Kontrolposterne blev sløjfet igen, da kontrollen helt blev afskaffet 1. juli 1990. 